# Темп-2С
«Темп-2С» (индекс комплекса — 15П642) — советский подвижный грунтовый ракетный комплекс (ПГРК) стратегического назначения, с твердотопливной МБР (индекс ракеты — 15Ж42, код СНВ РС-14, по классификации МО США и НАТО — SS-16 Sinner, буквально «Грешник»), первый в мире мобильный ракетный комплекс на колёсном шасси с МБР, разработанный в СССР. Создан в Московском институте теплотехники
Назначение комплекса — нанесения ударов по хорошо защищённым средствами ПВО/ПРО и расположенным в глубине территории противника важным объектам военной и промышленной инфраструктуры.
На основе РК «Темп-2С» был создан ракетный комплекс (РК) 15П645 «Пионер» с БРСД 15Ж45, принятый на вооружение в 1976 году, а работы по дальнейшему поэтапному развитию «Темп-2С» привели к созданию в первой половине 1980-х годов мобильного комплекса 15П158 «Тополь».

## История

### Разработка
Комплекс создан в Московском институте теплотехники под руководством главного конструктора Александра Давидовича Надирадзе. БНК для ракет разработаны НПО «Союз».
Подвижная пусковая установка  15П67  на шестиосном колесном шасси МАЗ-547А создана в ОКБ Волгоградского завода «Баррикады» (главный конструктор — Георгий Иванович Сергеев).
Серийное производство ракеты организовано на Воткинском машиностроительном заводе, пусковые установки и ряд агрегатов наземного оборудования изготавливались заводом «Баррикады».

### Испытания
Председателем Государственной комиссии по испытаниям комплекса «Темп-2С» был назначен командующий 50-й ракетной армией (Смоленск) К. В. Герчик, но из-за конфликта с главным конструктором комплекса А. Д. Надирадзе, к началу ЛКИ председателем Госкомиссии был назначен генерал-лейтенант А. Н. Бровцын.
Лётные испытания комплекса «Темп-2С» начались первым пуском ракеты 14 марта 1972 года в 21 час 00 минут на полигоне «Плесецк». Лётно-конструкторский этап в 1972 году проходил не слишком гладко: 3 пуска из 5 были неудачными. Всего в процессе лётных испытаний проведено 30 пусков, 7 из них аварийные, из которых 5 пришлись на отказы элементов нового дискретного рулевого привода. На завершающем этапе совместных лётных испытаний в конце 1974 года, был проведён залповый пуск двух ракет, а последний испытательный пуск выполнен 29 декабря 1974 года.
| Перечень пусков по которым имеются данные | Перечень пусков по которым имеются данные | Перечень пусков по которым имеются данные | Перечень пусков по которым имеются данные | Перечень пусков по которым имеются данные | Перечень пусков по которым имеются данные | Перечень пусков по которым имеются данные | Перечень пусков по которым имеются данные |
| № пуска                                   | Дата и время                              | Ракета                                    | Место пуска                               | Цель                                      | Подразделение                             | Результат                                 | Примечание |
| ЛКИ 15Ж42                                 | ЛКИ 15Ж42                                 | ЛКИ 15Ж42                                 | ЛКИ 15Ж42                                 | ЛКИ 15Ж42                                 | ЛКИ 15Ж42                                 | ЛКИ 15Ж42                                 | ЛКИ 15Ж42 |
| ----------------------------------------- | ----------------------------------------- | ----------------------------------------- | ----------------------------------------- | ----------------------------------------- | ----------------------------------------- | ----------------------------------------- | --- |
| 1                                         | 14 марта 1972 21:00                       | 15Ж42 №                                   | Плесецк, Площадка №157 «Токовище»         | Кура                                      |                                           | успешный                                  | |
| 2                                         | 18 апреля 1972                            | 15Ж42 №                                   | Плесецк                                   | Кура                                      |                                           | аварийный                                 | Поломка штока рулевой машинки на 22-й секунде |
| 3                                         | 26 июля 1972                              | 15Ж42 №                                   | Плесецк                                   | Кура                                      |                                           | аварийный                                 | Засорение газового тракта рулевого привода жидкой фазой продуктов сгорания газогенератора, вызвало превышение допустимого давления и потерю работоспособности рулевого привода на 20-й секунде работы ДУ третьей ступени |
| 4                                         | 3 августа 1972                            | 15Ж42 №                                   | Плесецк                                   | Кура                                      |                                           | аварийный                                 | При старте не отделился ОВП-1, на 27-й секунде полёта он был сброшен скоростным напором, оторвав 4-й аэродинамический руль и 1-й стабилизатор. Потеряв управление СУ выработала команду на аварийное прекращение полёта, но блокировка этой команды, с целью обеспечения безопасности стартовой позиции, была снята с задержкой, после 30-й секунды полёта. В результате, от нерасчётных нагрузок, ещё до срабатывания АПР, боевая ступень оторвалась, а «обезглавленная» ракета продолжила полёт до выгорания топлива 1-й ступени, упав в 50 км от места старта. |
| 5                                         | 28 сентября 1972                          | 15Ж42 №                                   | Плесецк                                   | Кура                                      |                                           | успешный                                  | |
| СЛИ 15Ж42                                 |                                           |                                           |                                           |                                           |                                           |                                           | |
| 10                                        | 29 сентября 1973                          | 15Ж42 №                                   | Плесецк                                   | Кура                                      |                                           | аварийный                                 | Негерметичность газового тракта рулевого привода 2-й ступени |
| 11                                        | 3 ноября 1973                             | 15Ж42 №                                   | Плесецк                                   | Кура                                      |                                           | аварийный                                 | Перепутывание прецизионно подогнанных деталей при изготовлении газового двигателя рулевого привода 2-й ступени, вызвало заклинивание подвижных частей привода |
| 13                                        | ? 1973                                    | 15Ж42 №                                   | Плесецк                                   | Кура                                      |                                           | аварийный                                 | Поломка телеметрического датчика нарушила кинематическую связь рулевой машинки с клапаном вдува ДУ 2-й ступени |
| 19                                        | 28 июня 1974                              | 15Ж42 №                                   | Плесецк                                   | Кура                                      |                                           | аварийный                                 | Разгар блока вдува 2-й ступени |
| 28                                        | 13 декабря 1974                           | 15Ж42 №                                   | Плесецк                                   | Кура                                      |                                           | успешный                                  | |
| 29                                        | 13 декабря 1974                           | 15Ж42 №                                   | Плесецк                                   | Кура                                      |                                           | успешный                                  | |
| 30                                        | 29 декабря 1974                           | 15Ж42 №                                   | Плесецк                                   | Кура                                      |                                           | успешный                                  | |

Подвижный грунтовый ракетный комплекс «Темп-2С» был принят на вооружение в соответствии с постановлением ЦК КПСС и Совета Министров СССР от 30 декабря 1975 года № 1066—357.

### Развёртывание
По данным США, под Плесецком, в период с 1978 по 1985 годов было развернуто от 50 до 100 МБР «Темп-2С». Однако, в соответствии с Договором об ограничении стратегических наступательных вооружений считался неразвернутым.
В действительности, в соответствии с приказом Главнокомандующего РВСН от 6 февраля 1976 года с 18:00 21 февраля 1976 года к выполнению так называемой «Программы длительного хранения» техники комплекса «Темп-2С» первой приступила 54 ОИИЧ (командир подполковник Л. В. Форсов), а с 18:00 22 июля 1976 года — 57 ОИИЧ (командир подполковник Рунов В. В.). Фактически, это было несение боевого дежурства.
В период развёртывания комплекса было выполнено 5 контрольно-серийных пусков ракет.

### Ликвидация
В связи с Договором об ограничении стратегических наступательных вооружений ОСВ-2, подписанному в июне 1979 года руководителями СССР и США, Советский Союз брал на себя обязательства не производить, не испытывать и не развертывать ракетный комплекс «Темп-2С»:

В течение срока действия Договора СССР не будет производить, испытывать и развёртывать МБР типа, именуемого в СССР «PC-14» и известного в США как «СС-16», — легкие МБР, впервые прошедшие летные испытания после 1970 года и прошедшие летные испытания только с моноблочной головной частью; настоящее общее понимание означает также, что СССР не будет производить третью ступень этой ракеты, головную часть этой ракеты и соответствующее устройство для наведения головной части этой ракеты.— Общее понимание (к пункту 8 статьи IV договора ОСВ-2)
По сведениям норвежского военного эксперта Павла Подвига, запрет производить третью ступень был связан с возможностью быстрого переоборудования БРСД 15Ж42 комплекса «Пионер» (две ступени которой совпадали с двумя первыми ступенями 15Ж45) в МБР.
Только в 1985 году, после 10 лет эксплуатации, «Темп-2С» был снят с так называемой «программы длительного хранения» и к весне 1997 года утилизирован.

## Тактико-технические характеристики
- Масса ракеты: 41 000 кг
- Длина ракеты: 18,5 м
- Диаметр: 1,79 м
- Забрасываемый вес: 1 000 кг
- Тип ГЧ: Моноблочная, термоядерная 1,5 Мт[источник не указан 2163 дня]
- Дальность стрельбы: 10 500 км
- Точность стрельбы (КВО): 450 метров

## Сравнительная характеристика
| Общие сведения и основные тактико-технические характеристики советских баллистических ракет второго поколения                                                                                  | Общие сведения и основные тактико-технические характеристики советских баллистических ракет второго поколения | Общие сведения и основные тактико-технические характеристики советских баллистических ракет второго поколения | Общие сведения и основные тактико-технические характеристики советских баллистических ракет второго поколения | Общие сведения и основные тактико-технические характеристики советских баллистических ракет второго поколения | Общие сведения и основные тактико-технические характеристики советских баллистических ракет второго поколения | Общие сведения и основные тактико-технические характеристики советских баллистических ракет второго поколения |
| Наименование ракеты | Р-36 | Р-36орб | УР-100 | УР-100К | РТ-2 | «Темп-2С» |
| Конструкторское бюро | КБ «Южное» | КБ «Южное» | НПО «Машиностроения»                                                                                          | НПО «Машиностроения»                                                                                          | ОКБ-1 | МИТ |
| --- | --- | --- | --- | --- | --- | --- |
| Генеральный конструктор | М. К. Янгель                                                                                                  | М. К. Янгель                                                                                                  | В. Н. Челомей                                                                                                 | В. Н. Челомей                                                                                                 | С. П. Королёв, И. Н. Садовский                                                                                | А. Д. Надирадзе                                                                                               |
| Организация-разработчик ЯБП и главный конструктор | Всесоюзный научно-исследовательский институт экспериментальной физики, С. Г. Кочарянц                         | Всесоюзный научно-исследовательский институт экспериментальной физики, С. Г. Кочарянц                         | Всесоюзный научно-исследовательский институт экспериментальной физики, С. Г. Кочарянц                         | Всесоюзный научно-исследовательский институт экспериментальной физики, С. Г. Кочарянц                         | Всесоюзный научно-исследовательский институт экспериментальной физики, С. Г. Кочарянц                         | Всесоюзный научно-исследовательский институт экспериментальной физики, С. Г. Кочарянц                         |
| Организация-разработчик заряда и главный конструктор | Всесоюзный научно-исследовательский институт экспериментальной физики, Е. А. Негин                            | Всесоюзный научно-исследовательский институт экспериментальной физики, Е. А. Негин                            | Всесоюзный научно-исследовательский институт экспериментальной физики, Е. А. Негин                            | Всесоюзный научно-исследовательский институт экспериментальной физики, Е. А. Негин                            | Всесоюзный научно-исследовательский институт экспериментальной физики, Е. А. Негин                            | Всесоюзный научно-исследовательский институт экспериментальной физики, Е. А. Негин                            |
| Начало разработки | 16.04.1962 | 1963 | 30.03.1963 | 1965 | 04.04.1961 | 10.07.1969 |
| Начало испытаний | 28.09.1963 | 12.1965 | 19.04.1965 | 07.1969 | 02.1966 | 14.03.1972 |
| Дата принятия на вооружение | 21.07.1967 | 19.11.1968 | 21.07.1967 | 28.12.1972 | 18.12.1968 | |
| Год постановки на боевое дежурство первого комплекса | 05.11.1966 | 25.08.1969 | 24.11.1966 | 01.03.1970 | 08.12.1971 | 21.02.1976 |
| Максимальное количество ракет, стоявших на вооружении | 288 | 18 | 950 | 420 | 60 | 42 |
| Год снятия с боевого дежурства последнего комплекса | 1979 | 1983 | 1987 | 1984 | 1994 | 1981 |
| Максимальная дальность, км | 10 200 — тяжёлая ГЧ; 15 200 — лёгкая ГЧ                                                                       | неограниченная                                                                                                | 10600 | 10600—12000                                                                                                   | 9400 | 10500 |
| Стартовая масса, т | 183,9 | 180,0 | 42,3 | 50,1 | 51,0 | 37,0 |
| Масса полезной нагрузки, кг | 3950—5825 | 1700 | 760—1500 | 1200 | 600 | 940 |
| Весовая отдача, % | 2,15—3,17 | 0,94 | 1,8—3,55 | 2,4 | 1,18 | 2,54 |
| Материальная полезность, 10⁻⁴/т | 1,17—1,72 | 0,52 | 4,25—8,38 | 4,78 | 2,3 | 6,87 |
| Длина ракеты, м | 31,7 | 32,6 | 16,7 | 18,9 | 21,2 | 18,5 |
| Максимальный диаметр, м | 3,0 | 3,0 | 2,0 | 2,0 | 1,84 | 1,79 |
| Тип головной части | моноблочная или разделяющаяся                                                                                 | моноблочная                                                                                                   | моноблочная                                                                                                   | моноблочная или разделяющаяся                                                                                 | моноблочная                                                                                                   | моноблочная                                                                                                   |
| Количество и мощность боевых блоков, Мт | 1×10; 3×2+3                                                                                                   | 5 | 1×1,1 | 1×1,3; 3×0,35                                                                                                 | 1×0,75 | 1×0,65+1,5 |
| Стоимость серийного выстрела, тыс. руб. | 9570 | | 3000 | 2950 | | |
| Источник информации: Оружие ракетно-ядерного удара. / Под ред. Ю. А. Яшина. — М.: Издательство МГТУ им. Н. Э. Баумана, 2009. — С. 24–25 — 492 с. — Тираж 1 тыс. экз. — ISBN 978-5-7038-3250-9. | | | | | | |

### Русскоязычные ресурсы
- Подвижный грунтовый комплекс «Темп-2С» с МБР 15Ж42
- Ударные «Темпы» конструктора Надирадзе

### Иноязычные ресурсы
- Global Security: RT-21 / SS-16 SINNER (англ.)